# Kayla Thornton
Kayla Bonica Thornton (El Paso, 20 ottobre 1992) è una cestista statunitense, professionista nella WNBA.